# Campionati norvegesi di sci alpino 2010
I Campionati norvegesi di sci alpino 2010 si sono svolti a Narvik dal 18 al 22 marzo. Il programma ha incluso gare di discesa libera, supergigante, slalom gigante, slalom speciale e supercombinata, tutte sia maschili sia femminili.
Trattandosi di competizioni valide anche ai fini del punteggio FIS, hanno potuto partecipare anche sciatori di altre federazioni, senza che questo consentisse loro di concorrere al titolo nazionale norvegese.

## Risultati

### Uomini

#### Discesa libera
| Pos. | Atleta              | Nazione  | Tempo   |
| ---- | ------------------- | -------- | ------- |
| 1    | Aksel Lund Svindal  | Norvegia | 1:10,31 |
| 2    | Lars Elton Myhre    | Norvegia | 1:11,11 |
| 3    | Kjetil Jansrud      | Norvegia | 1:11,29 |
| 4    | Eian Sandvik        | Norvegia | 1:11,35 |
| 5    | Espen Lysdahl       | Norvegia | 1:11,76 |
| 6    | Christian Mithassel | Norvegia | 1:11,81 |
| 7    | Markus Nilsen       | Norvegia | 1:11,84 |
| 8    | Kristian Haug       | Norvegia | 1:11,91 |
| 9    | Truls Ove Karlsen   | Norvegia | 1:12,08 |
| 10   | Espen Theodorsen    | Norvegia | 1:12,22 |

Data: 18 marzo

#### Supergigante
| Pos. | Atleta              | Nazione  | Tempo   |
| ---- | ------------------- | -------- | ------- |
| 1    | Aksel Lund Svindal  | Norvegia | 1:19,71 |
| 2    | Iver Bjerkestrand   | Norvegia | 1:19,97 |
| 3    | Kjetil Jansrud      | Norvegia | 1:20,02 |
| 4    | Espen Theodorsen    | Norvegia | 1:20,55 |
| 5    | Markus Nilsen       | Norvegia | 1:20,67 |
| 6    | Eian Sandvik        | Norvegia | 1:20,71 |
| 7    | Truls Ove Karlsen   | Norvegia | 1:20,83 |
| 8    | Lars Elton Myhre    | Norvegia | 1:20,85 |
| 9    | Jonathan Nordbotten | Norvegia | 1:21,18 |
| 10   | Jørn Lunn Olsen     | Norvegia | 1:21,29 |

Data: 20 marzo

#### Slalom gigante
| Pos. | Atleta                    | Nazione   | Tempo   |
| ---- | ------------------------- | --------- | ------- |
| 1    | Kjetil Jansrud            | Norvegia  | 1:57,28 |
| 2    | Aksel Lund Svindal        | Norvegia  | 1:57,79 |
| 3    | Iver Bjerkestrand         | Norvegia  | 1:58,60 |
| 4    | Markus Nilsen             | Norvegia  | 1:59,08 |
| 5    | Johan Pietilä Holmner     | Svezia    | 1:59,15 |
| 6    | Espen Lysdahl             | Norvegia  | 1:59,53 |
| 7    | Kristian Haug             | Norvegia  | 1:59,69 |
| 8    | Victor Malmström          | Finlandia | 1:59,75 |
| 9    | Hermann Haver-Mathiesen   | Norvegia  | 2:00,30 |
| 10   | Emil Bjørtomt Kristiansen | Norvegia  | 2:00,72 |

Data: 21 marzo

#### Slalom speciale
| Pos. | Atleta                    | Nazione  | Tempo   |
| ---- | ------------------------- | -------- | ------- |
| 1    | Jonathan Nordbotten       | Norvegia | 1:37,51 |
| 2    | Lars Elton Myhre          | Norvegia | 1:37,56 |
| 3    | Sebastian Foss Solevåg    | Norvegia | 1:38,53 |
| 4    | Truls Johansen            | Norvegia | 1:38,59 |
| 5    | Espen Lysdahl             | Norvegia | 1:38,62 |
| 6    | Martin Budal              | Norvegia | 1:39,13 |
| 7    | Jesper Riis-Johannessen   | Norvegia | 1:39,26 |
| 8    | Johan Pietilä Holmner     | Svezia   | 1:39,54 |
| 9    | Simen Ramberg Christensen | Norvegia | 1:40,22 |
| 10   | Knut Masdal               | Norvegia | 1:41,09 |

Data: 22 marzo

#### Supercombinata
| Pos. | Atleta              | Nazione  | Tempo   |
| ---- | ------------------- | -------- | ------- |
| 1    | Lars Elton Myhre    | Norvegia | 1:49,11 |
| 2    | Aksel Lund Svindal  | Norvegia | 1:49,61 |
| 3    | Espen Lysdahl       | Norvegia | 1:49,97 |
| 4    | Kjetil Jansrud      | Norvegia | 1:50,71 |
| 5    | Truls Ove Karlsen   | Norvegia | 1:50,88 |
| 6    | Kristian Haug       | Norvegia | 1:51,32 |
| 7    | Jonathan Nordbotten | Norvegia | 1:51,56 |
| 8    | Endre Bjertness     | Norvegia | 1:51,57 |
| 9    | Markus Nilsen       | Norvegia | 1:51,77 |
| 9    | Eian Sandvik        | Norvegia | 1:51,77 |

Data: 19 marzo

### Donne

#### Discesa libera
| Pos. | Atleta                    | Nazione  | Tempo   |
| ---- | ------------------------- | -------- | ------- |
| 1    | Lotte Smiseth Sejersted   | Norvegia | 1:14,60 |
| 2    | Kristina Riis-Johannessen | Norvegia | 1:14,79 |
| 3    | Thea Grosvold             | Norvegia | 1:15,21 |
| 4    | Ragnhild Mowinckel        | Norvegia | 1:15,26 |
| 5    | Mona Løseth               | Norvegia | 1:15,31 |
| 6    | Nathalie Blom             | Svezia   | 1:16,27 |
| 7    | Chloe Margrethe Fausa     | Norvegia | 1:16,37 |
| 8    | Cecilie Smith             | Norvegia | 1:16,56 |
| 9    | Annie Winquist            | Norvegia | 1:16,93 |
| 10   | Nora Birgithe Stang       | Norvegia | 1:17,27 |

Data: 18 marzo

#### Supergigante
| Pos. | Atleta                 | Nazione  | Tempo   |
| ---- | ---------------------- | -------- | ------- |
| 1    | Mona Løseth            | Norvegia | 1:24,37 |
| 2    | Thea Grosvold          | Norvegia | 1:24,95 |
| 3    | Nina Løseth            | Norvegia | 1:25,53 |
| 4    | Ragnhild Mowinckel     | Norvegia | 1:25,71 |
| 5    | Synne Sofie Stangeland | Norvegia | 1:26,55 |
| 6    | Chloe Margrethe Fausa  | Norvegia | 1:26,89 |
| 7    | Lene Løseth            | Norvegia | 1:27,04 |
| 8    | Stina Raustein         | Norvegia | 1:27,30 |
| 9    | Tonje Sekse            | Norvegia | 1:27,62 |
| 10   | Linn Vikre             | Norvegia | 1:27,80 |

Data: 20 marzo

#### Slalom gigante
| Pos. | Atleta                    | Nazione   | Tempo   |
| ---- | ------------------------- | --------- | ------- |
| 1    | Mona Løseth               | Norvegia  | 2:07,13 |
| 2    | Lene Løseth               | Norvegia  | 2:08,06 |
| 3    | Thea Grosvold             | Norvegia  | 2:11,08 |
| 4    | Ragnhild Mowinckel        | Norvegia  | 2:11,76 |
| 5    | Chloe Margrethe Fausa     | Norvegia  | 2:11,92 |
| 6    | Annie Winquist            | Norvegia  | 2:11,95 |
| 7    | Kristina Riis-Johannessen | Norvegia  | 2:12,29 |
| 8    | Tonje Sekse               | Norvegia  | 2:12,63 |
| 9    | Elise-Woien Tefre         | Norvegia  | 2:13,72 |
| 10   | Merle Soppela             | Finlandia | 2:14,07 |

Data: 21 marzo

#### Slalom speciale
| Pos. | Atleta                     | Nazione   | Tempo   |
| ---- | -------------------------- | --------- | ------- |
| 1    | Thea Grosvold              | Norvegia  | 1:39,40 |
| 2    | Annie Winquist             | Norvegia  | 1:39,95 |
| 3    | Merle Soppela              | Finlandia | 1:40,43 |
| 4    | Nathalie Blom              | Svezia    | 1:40,74 |
| 5    | Ragnhild Mowinckel         | Norvegia  | 1:40,96 |
| 6    | Maren Skjøld               | Norvegia  | 1:41,49 |
| 7    | Maria Therese Tviberg      | Norvegia  | 1:43,25 |
| 8    | Nathalie Brännkärr         | Finlandia | 1:44.25 |
| 9    | Christina Ferlisi Amundsen | Norvegia  | 1:44,48 |
| 10   | Benedicte Aune             | Norvegia  | 1:44,53 |

Data: 22 marzo

#### Supercombinata
| Pos. | Atleta                    | Nazione  | Tempo   |
| ---- | ------------------------- | -------- | ------- |
| 1    | Lotte Smiseth Sejersted   | Norvegia | 1:56,44 |
| 2    | Kristina Riis-Johannessen | Norvegia | 1:56,89 |
| 3    | Thea Grosvold             | Norvegia | 1:57,13 |
| 4    | Nathalie Blom             | Svezia   | 1:58,62 |
| 5    | Chloe Margrethe Fausa     | Norvegia | 1:59,93 |
| 6    | Maria Therese Tviberg     | Norvegia | 2:00,60 |
| 7    | Emeline Fredriksen        | Norvegia | 2:00,89 |
| 8    | Kristin Graabak           | Norvegia | 2:02,16 |
| 9    | Stina Raustein            | Norvegia | 2:02,27 |
| 10   | Kristine Normark          | Norvegia | 2:02,44 |

Data: 19 marzo